# آوادرخشش

آشکاری درازایی، نگاره چندحبابی پدید آمده با بوق با شدت بالای، فرا بانگ در تنگ مایع.

آوادرخشش یا سونولومینسنس (به انگلیسی:Sonoluminescence) گسیل درخشهای کوچک از آوار حباب دریک مایع هنگام برانگیخته شدن با صدا است. این پدیده نخستین بار در سال ۱۳۱۲ دیده شد. هنگامی می‌تواند آوادرخشش رخ دهد که موج صدا با شدت کافی به سوراخی از گاز درون مایعی القا شود و سوراخ به تندی نابود شود.

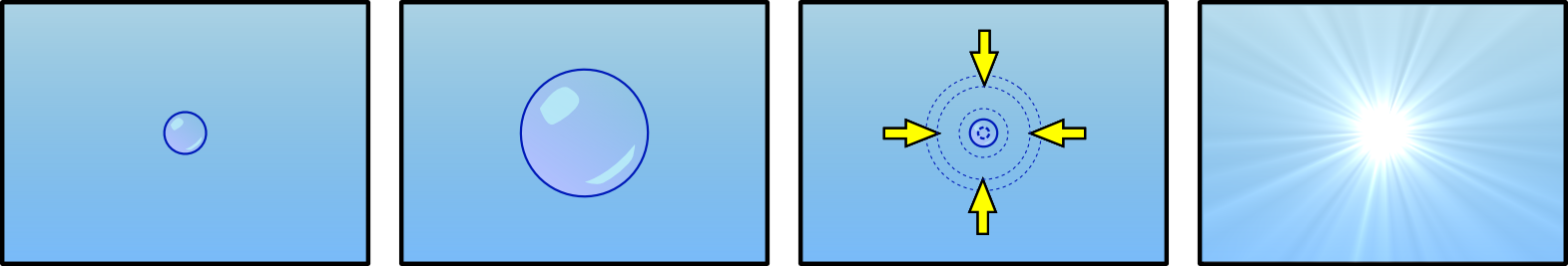
از چپ به راست: آشکاری حباب، گسترش آرام، تنجش ناگهانی و تند، گسیل روشنایی.